# Ергедер Бекішдамат
Ергедер Бекішдамат (тур. Ergüder Bekişdamat; нар. 1 листопада 1969) — турецький борець греко-римського стилю, бронзовий призер чемпіонату Європи, срібний призер Середземноморських ігор, учасник Олімпійських ігор.

## Життєпис
Боротьбою почав займатися з 1982 року. 
Виступав за спортивний клуб «İstanbul Büyükşehir Belediyespor» Стамбул. Тренери — Ібрагім Їлдирим, Ісмаїл Хісім.

## Спортивні результати на міжнародних змаганнях

### Виступи на Олімпіадах
| Змагання                    | Збірна    | Вагова категорія                 | Місце |
| --------------------------- | --------- | -------------------------------- | ----- |
| Літні Олімпійські ігри 1992 | Туреччина | греко-римська боротьба, до 57 кг | 11    |

### Виступи на Чемпіонатах світу
| Змагання                        | Збірна    | Вагова категорія                 | Місце |
| ------------------------------- | --------- | -------------------------------- | ----- |
| Чемпіонат світу з боротьби 1991 | Туреччина | греко-римська боротьба, до 57 кг | 10    |
| Чемпіонат світу з боротьби 1997 | Туреччина | греко-римська боротьба, до 58 кг | 15    |
| Чемпіонат світу з боротьби 1998 | Туреччина | греко-римська боротьба, до 58 кг | 11    |

### Виступи на Чемпіонатах Європи
| Змагання                         | Збірна    | Вагова категорія                 | Місце  |
| -------------------------------- | --------- | -------------------------------- | ------ |
| Чемпіонат Європи з боротьби 1992 | Туреччина | греко-римська боротьба, до 57 кг | 6      |
| Чемпіонат Європи з боротьби 1997 | Туреччина | греко-римська боротьба, до 58 кг | Бронза |
| Чемпіонат Європи з боротьби 1998 | Туреччина | греко-римська боротьба, до 58 кг | 17     |
| Чемпіонат Європи з боротьби 1999 | Туреччина | греко-римська боротьба, до 58 кг | 4      |

### Виступи на Кубках світу
| Змагання                    | Збірна    | Вагова категорія                 | Місце |
| --------------------------- | --------- | -------------------------------- | ----- |
| Кубок світу з боротьби 1997 | Туреччина | греко-римська боротьба, до 58 кг | 4     |

### Виступи на Середземноморських іграх
| Змагання                    | Збірна    | Вагова категорія                 | Місце  |
| --------------------------- | --------- | -------------------------------- | ------ |
| Середземноморські ігри 1991 | Туреччина | греко-римська боротьба, до 57 кг | 4      |
| Середземноморські ігри 1997 | Туреччина | греко-римська боротьба, до 58 кг | Срібло |

### Виступи на інших змаганнях
| Змагання                           | Збірна    | Вагова категорія                 | Місце  |
| ---------------------------------- | --------- | -------------------------------- | ------ |
| Гран-прі Німеччини з боротьби 1992 | Туреччина | греко-римська боротьба, до 57 кг | 7      |
| Тестовий турнір FILA 1998          | Туреччина | греко-римська боротьба, до 58 кг | Срібло |